# Псалом 109
Псалом 109 (масор. 110) — псалом відомий латинським інципітом «Dixit Dominus», належить до групи царських і пророчих псалмів. Надзвичайно шанується у християнській теології як доказ існування Трійці та верховенства Ісуса Христа як Царя, Першосвященника та Месії. З цієї причини псалом 109 є «найчастіше цитованим псалмом Нового Завіту і псалмом, на який найчастіше посилаються». Класичні єврейські джерела, навпаки, стверджують, що суб'єктом псалому є Авраам, Давид, або єврейський Месія. 
Псалом є регулярною частиною католицької, англіканської та протестантської літургій. Оскільки цей псалом є визначним на вечірніх відправах, його латинський текст має особливе значення у музиці. Наприклад, добре відомими композиціями для вечірніх є твори Клаудіо Монтеверді «Vespro della Beata Vergine» (1610) і Вольфгана Моцарта «Vesperae solennes de confessore» (1780). Георг Фрідріх Гендель написав твір «Dixit Dominus» (1707), а Антоніо Вівальді тричі використав псалом латиною для своїх творів.            

## Текст
|   | Гебрейська                                                      | Давньогрецька (Септуаґінта)                                                                                           | Латинська (Вульгата)                                                                                             | Українська (переклад Хоменка)                                                                                       |
| - | --------------------------------------------------------------- | --- | --- | --- |
| 1 | לְדָוִ֗ד מִ֫זְמ֥וֹר נְאֻ֚ם יְהֹוָ֨ה \| לַֽאדֹנִ֗י שֵׁ֥ב לִֽימִינִ֑י עַד־אָשִׁ֥ית אֹֽ֜יְבֶ֗יךָ הֲדֹ֣ם לְרַגְלֶֽיךָ | Τῷ Δαυιδ ψαλμός. Εἶπεν ὁ κύριος τῷ κυρίῳ μου Κάθου ἐκ δεξιῶν μου, ἕως ἂν θῶ τοὺς ἐχθρούς σου ὑποπόδιον τῶν ποδῶν σου. | Psalmus David. [Dixit Dominus Domino meo: Sede a dextris meis, donec ponam inimicos tuos scabellum pedum tuorum. | Давида. Псалом. Сказав Господь Владиці моєму: «Засядь праворуч мене, доки не покладу ворогів твоїх тобі підніжком». |
| 2 | מַטֵּ֚ה עֻזְּךָ֗ יִשְׁלַ֣ח יְ֖הֹוָה מִצִיּ֑וֹן רְ֜דֵ֗ה בְּקֶ֣רֶב אֹֽיְבֶֽיךָ                          | ῥάβδον δυνάμεώς σου ἐξαποστελεῖ κύριος ἐκ Σιων, καὶ κατακυρίευε ἐν μέσῳ τῶν ἐχθρῶν σου.                               | Virgam virtutis tuæ emittet Dominus ex Sion: dominare in medio inimicorum tuorum.                                | Жезло твоєї сили Господь простягне з Сіону; пануй посеред ворогів твоїх!                                            |
| 3 | עַמְּךָ֥ נְדָבֹת֘ בְּי֪וֹם חֵ֫ילֶ֥ךָ בְּהַדְרֵי־קֹ֖דֶשׁ מֵרֶ֣חֶם מִשְׁחָ֑ר לְ֜ךָ֗ טַ֣ל יַלְדֻתֶֽךָ              | μετὰ σοῦ ἡ ἀρχὴ ἐν ἡμέρᾳ τῆς δυνάμεώς σου ἐν ταῖς λαμπρότησιν τῶν ἁγίων· ἐκ γαστρὸς πρὸ ἑωσφόρου ἐξεγέννησά σε.       | Tecum principium in die virtutis tuæ in splendoribus sanctorum: ex utero, ante luciferum, genui te.              | З тобою володарство, відколи ти народився у святій оздобі; перед зорею я зродив тебе, неначе росу.                  |
| 4 | שְׁבַּ֚ע יְהֹוָ֨ה \| וְלֹ֥֬א יִנָּחֵ֗ם אַתָּה־כֹהֵ֥ן לְעוֹלָ֑ם עַל־דִּ֜בְרָתִ֗י מַלְכִּי־צֶֽדֶק            | ὤμοσεν κύριος καὶ οὐ μεταμεληθήσεται Σὺ εἶ ἱερεὺς εἰς τὸν αἰῶνα κατὰ τὴν τάξιν Μελχισεδεκ.                            | Juravit Dominus, et non pœnitebit eum: Tu es sacerdos in æternum secundum ordinem Melchisedech.                  | Клявся Господь і каятись не буде: «Ти — Єрей повіки на зразок Мелхіседека».                                         |
| 5 | אֲדֹנָ֥י עַל־יְמִֽינְךָ֑ מָחַ֖ץ בְּיוֹם־אַפּ֣וֹ מְלָכִֽים                                | κύριος ἐκ δεξιῶν σου συνέθλασεν ἐν ἡμέρᾳ ὀργῆς αὐτοῦ βασιλεῖς·                                                        | Dominus a dextris tuis; confregit in die iræ suæ reges.                                                          | Господь по правиці у тебе: розіб'є царів у день гніву свого.                                                        |
| 6 | יָדִ֣ין בַּ֖גּוֹיִם מָלֵ֣א גְוִיּ֑וֹת מָ֥חַץ רֹ֜֗אשׁ עַל־אֶ֥רֶץ רַבָּֽה                         | κρινεῖ ἐν τοῖς ἔθνεσιν, πληρώσει πτώματα, συνθλάσει κεφαλὰς ἐπὶ γῆς πολλῶν.                                           | Judicabit in nationibus, implebit ruinas; conquassabit capita in terra multorum.                                 | Судитиме народи; повно трупу; розіб'є на землі голови по всіх усюдах.                                               |
| 7 | מִנַּחַל בַּדֶּ֣רֶךְ יִשְׁתֶּ֑ה עַל־כֵּ֜֗ן יָרִ֥ים רֹֽאשׁ                                   | ἐκ χειμάρρου ἐν ὁδῷ πίεται· διὰ τοῦτο ὑψώσει κεφαλήν.                                                                 | De torrente in via bibet; propterea exaltabit caput.]                                                            | З потоку питиме в дорозі, тому він голову підніме.                                                                  |

## Використання

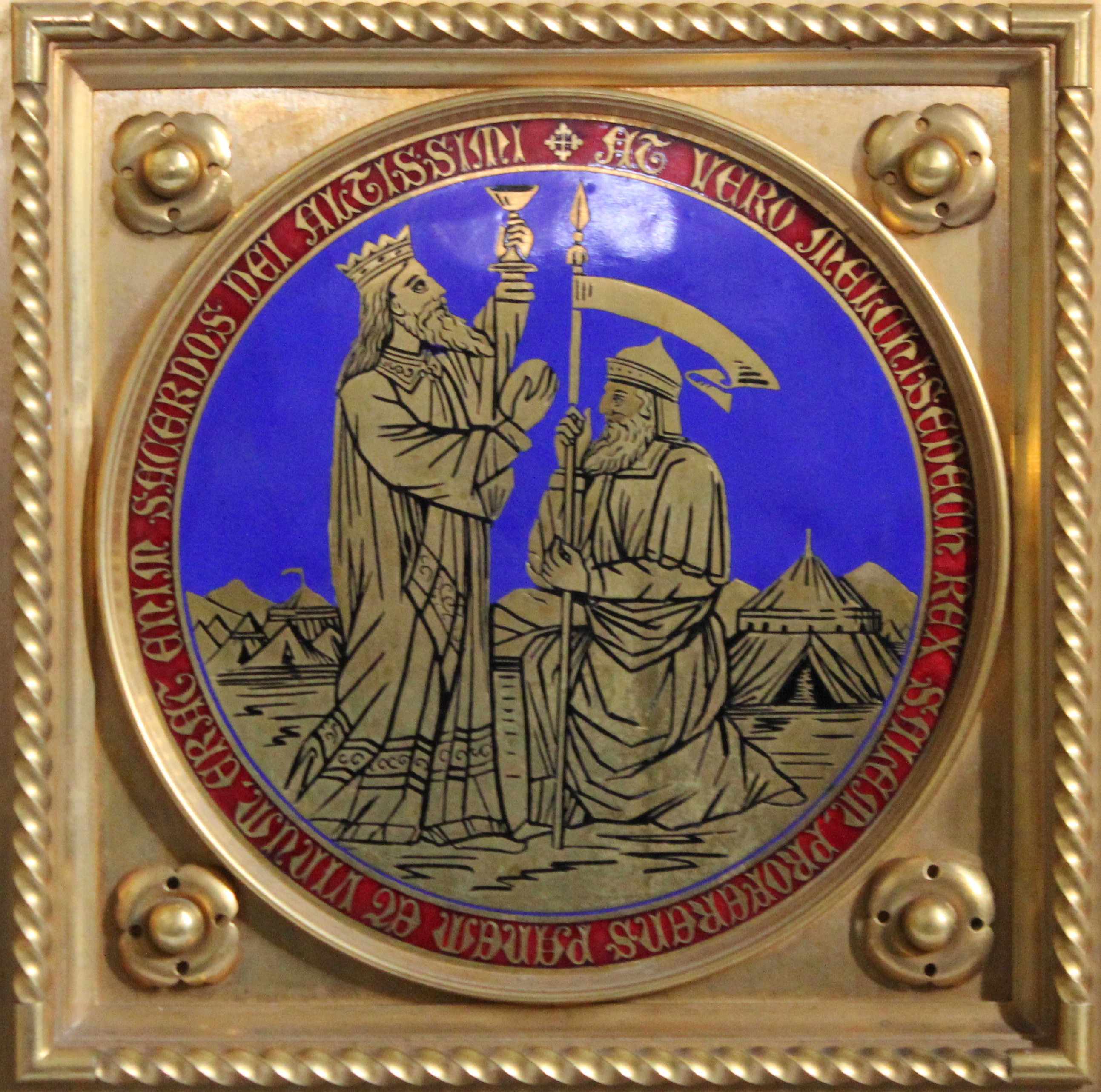
Вівтар домініканської церкви у Фрізасі, Австрія, зображує зустріч Авраама і Мелхіседека

### Новий Завіт
- Вірш 1 процитовано в Євангелії від Матвія 22:44; Євангелії від Марка 12:36; Євангелії від Луки 20:42,43; Діянні Апостолів Дії 2:34–35; Посланні до Євреїв 1:13. Порівняйте: Євангеліє від Матвія 26:64; Євангеліє від Марка 14:62; 16:19; Євангеліє від Луки 22:69, 1 Послання до Коринтян 15:25; Послання до Ефесян 1:20; Послання до Колоссян 3:1; Послання до Євреїв 1:3; 8:1; 10:12,13; 12:3; 1 Послання Петра 3:22[7]
- Вірш 4 процитовано в Посланні до Євреїв 5:6; 6:20; 7:17,21.

### Протестантизм
Як повідомляється, Олівер Кромвель наказав своїй армії заспівати цей псалом перед тим, як вийти на бій проти Шотландії; це була його «улюблена бойова пісня».

### Католицизм
У своєму статуті (530) святий Бенедикт Нурсійський приписав використовувати псалми від 108 до 146 для вечірніх, за винятком тих псалмів, які зарезервовані на інші години. Тому з раннього Середньовіччя псалом 109 традиційно декламується на початку вечірньої кожної неділі. Він продовжує бути першим псаломом на вечірній неділі, торжествах та урочистостях, які входять до рангу «празника». 
Вірші 1–4 утворюють респонсорійний псалом, який слідує за першим читанням на урочистість Святого Тіла і Крові Христової у третьому році трирічного циклу читання.

### Юдаїзм
Вірші 6–7 є останніми двома віршами Ав Харачаміма, які промовляють під час Шабату та ранкової служби Йом Тов.
Псалом 109 читається на Шабат Лех-Леха в Siddur Avodas Yisroel.
Цей псалом читають як захисну молитву, щоб досягти миру з ворогами.

### Музичне використання

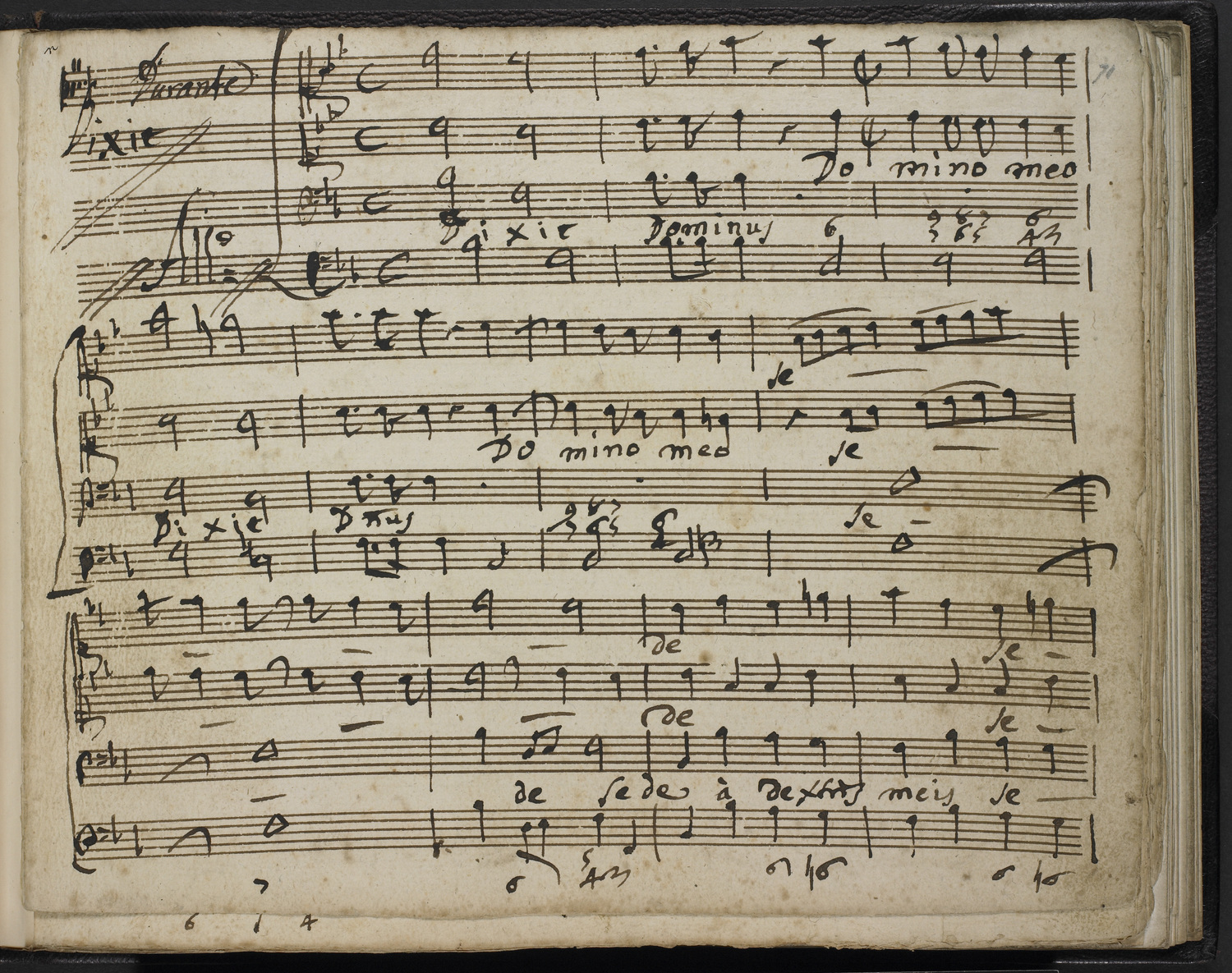
Франческо Дуранте «Dixit Dominus»

Оскільки цей псалом є першим у недільній вечірній, його латинський текст, який починається з фрази «Dixit Dominus», має особливе значення в музиці. Серед багатьох інших композиторів XVI століття він був покладений на музику Томасом Луїсом де Вікторією в 1581 році. Клаудіо Монтеверді написав хорову композицію у своєму творі «Vespro della Beata Vergine» у 1610 році й знову в іншому творі «Selva morale e spirituale» у 1640 році. Марк Антуан Шарпантьє написав шість варіацій «Dixit Dominus» H 153, H 197, H 202, H 204, H 190, H 226 (1670–1690), а Алессандро Скарлатті в 1700 році. У 1707 році Георг Фрідріх Гендель написав твір «Dixit Dominus», який містить його найдавніший автограф. Нікола Порпора поклав на музику псалом у 1720 році, а Антоніо Вівальді написав три постановки на текст псалому. Джованні Баттіста Перголезі поклав на музику псалом у 1732 році, а Леонардо Лео — у 1741 та 1742 роках. Вольфганг Амадей Моцарт поклав на музику псалом для хору і оркестру у своїх вечірніх «Vesperae solennes de Dominica» (1779) і «Vesperae solennes de confessore» (1780). Мішель Річард Делаланд і Йоганн Міхаель Гайдн написали відповідні композиції у XVIII столітті. 
Генріх Шютц двічі поклав на музику псалом німецькою мовою «Der Herr sprach zu meinem Herren» у 1619 році як перший рух його «Псалмів Давида» для голосів та інструментів (SVW 22), а також для хору як частина «Becker Psalter»( SWV 208). У 1959 році Річард Роджерс написав частину вступу до свого мюзиклу «Звук музики» (мюзікл, 1965), використовуючи вірші 1, 5 та 7. 